# Шуппе, Вильгельм
Вильгельм Шуппе (нем. Ernst Julius Wilhelm Schuppe; 5 мая 1836, Бриг (ныне Бжег, Польша) — 29 марта 1913, Бреслау) — немецкий философ-идеалист, представитель имманентной философии.

## Биография
Учился в университетах Бреслау, Бонна и Берлина. Докторскую диссертацию защитил в Берлине (1860).
Работал в школе в Силезии, затем был профессором в Грейфсвальде (1873—1910).

## Воззрения
В основных трудах исследовал эпистемологическую основу знания вообще и логики в частности.

## Публикации сочинений
- Das menschliche Denken. Berlin, 1870.
- Erkenntnistheoretische Logik. Bonn, 1878.
- Grundzüge der Ethik und Rechtsphilosophie. Breslau, 1881.
- Grundriß der Erkenntnistheorie und Logik. Berlin, 1894.

### Сочиненния, изданные в русском переводе
- Шуппе, В. Понятие психологии и её границы // Фундаментальная психология у истоков неклассической парадигмы / Сост., предисл. и закл. ст. И.В. Журавлёва. — М.: КомКнига, 2007. — C. 15-63. — (Переиздание "Новые идеи в философии. Сборник 4. Что такое психология?" (1913).
- Шуппе, В. Солипсизм // Новые идеи в философии. — 1913. — Сб. 6. Существует ли внешний мир? — С. 99-136.